# Strange (LP)
Strange è un singolo della cantautrice statunitense LP, pubblicato il 5 maggio 2017 come terzo estratto dal quarto album in studio Lost on You.

## Tracce
Download digitale
1. Strange – 3:55